# Iêmen nos Jogos Olímpicos de Verão de 2024
Iêmen participou dos Jogos Olímpicos de Verão de 2024, realizados em Paris, na França. Foi a nona aparição consecutiva do país nos Jogos Olímpicos desde a estreia como nação unificada em Barcelona 1992.
Foi representado por quatro atletas e cada um competiu em um esporte, mas nenhum conquistou medalhas.

## Competidores
Esta foi a participação por modalidade nesta edição:
| Esporte   | Masculino | Feminino | Total |
| --------- | --------- | -------- | ----- |
| Atletismo | 1         | 0        | 1     |
| Judô      | 1         | 0        | 1     |
| Natação   | 1         | 0        | 1     |
| Tiro      | 0         | 1        | 1     |
| Total     | 3         | 1        | 4     |

## Desempenho

### Atletismo
- Q = Qualificado para a próxima fase
- q = Qualificado para a próxima fase como o perdedor mais rápido ou, em eventos de campo, pela posição sem atingir o alvo para qualificação
- N/A = Fase não aplicável para o evento
- Bye = Atleta não precisou disputar aquela fase

Masculino
Eventos de pista
| Atleta          | Evento | Preliminar | Preliminar | Baterias    | Baterias    | Semifinal   | Semifinal   | Final       | Final       | Ref.  |
| Atleta          | Evento | Tempo      | Pos.       | Tempo       | Pos.        | Tempo       | Pos.        | Tempo       | Pos.        | Ref.  |
| --------------- | ------ | ---------- | ---------- | ----------- | ----------- | ----------- | ----------- | ----------- | ----------- | ----- |
| Samer Al-Yafaee | 100 m  | 11.54      | 8          | Não avançou | Não avançou | Não avançou | Não avançou | Não avançou | Não avançou | [ 5 ] |

### Judô
Masculino
| Atleta        | Evento    | Primeira fase          | Oitavas              | Quartas              | Semifinais           | Repescagem           | Final / DB           | Final / DB | Ref.  |
| Atleta        | Evento    | Adversário Resultado   | Adversário Resultado | Adversário Resultado | Adversário Resultado | Adversário Resultado | Adversário Resultado | Pos.       | Ref.  |
| ------------- | --------- | ---------------------- | -------------------- | -------------------- | -------------------- | -------------------- | -------------------- | ---------- | ----- |
| Hesham Makabr | Até 60 kg | JAM A McKenzie D 00–10 | Não avançou          | Não avançou          | Não avançou          | Não avançou          | Não avançou          | =17        | [ 6 ] |

### Natação
Masculino
| Atleta       | Evento          | Eliminatórias | Eliminatórias | Semifinal   | Semifinal   | Final       | Final       | Ref.  |
| Atleta       | Evento          | Tempo         | Pos.          | Tempo       | Pos.        | Tempo       | Pos.        | Ref.  |
| ------------ | --------------- | ------------- | ------------- | ----------- | ----------- | ----------- | ----------- | ----- |
| Yusuf Nasser | 100 m borboleta | 1:08.72       | 40            | Não avançou | Não avançou | Não avançou | Não avançou | [ 7 ] |

### Tiro
Feminino
| Atleta            | Evento             | Qualificação | Qualificação | Final       | Final       | Ref.  |
| Atleta            | Evento             | Marca        | Pos.         | Marca       | Pos.        | Ref.  |
| ----------------- | ------------------ | ------------ | ------------ | ----------- | ----------- | ----- |
| Yasameen Al-Raimi | Pistola de ar 10 m | 559          | 40           | Não avançou | Não avançou | [ 8 ] |